# Víctor Álvarez (cầu thủ bóng đá)
Víctor Guillermo Álvarez Delgado (phát âm tiếng Tây Ban Nha: [ˈbiktoɾ ˈalβaɾeθ]; sinh ngày 14 tháng 3 năm 1993) là một cầu thủ bóng đá người Tây Ban Nha hiện đang chơi cho câu lạc bộ Nga FC Arsenal Tula. Anh thi đấu chủ yếu tại vị trí hậu vệ trái.

## Sự nghiệp

### Espanyol
Sinh ra tại Barcelona, Catalunya, Álvarez có màn ra mắt chuyên nghiệp khi chỉ 17 tuổi, thi đấu với đội dự bị RCD Espanyol ở giải hạng 4. Ngày 6 tháng 3 năm 2011, lần đầu tiên anh ra sân cho đội một khi vào sân thay người trong 2 phút cuối trận thua 0–1 trướcLevante UD tại La Liga.
Ngày 25 tháng 3 năm 2013, Álvarez đã ký hợp đồng mới có thời hạn bốn năm với Pericos. Tuy nhiên, anh đã trải qua ca phẫu thuật vào cuối tháng 5 do bệnh tim mạch.
Álvarez đã ghi bàn thắng đầu tiên cho Espanyol vào ngày 15 tháng 1 năm 2014, giúp đội nhà thắng 4–2 trước AD Alcorcón tại Copa del Rey.

### Arsenal Tula
Ngày 20 tháng 7 năm 2017, Álvarez gia nhập câu lạc bộ Arsenal Tula với bản hợp đồng có thời hạn 2 năm.

## Thống kê sự nghiệp
Tính đến ngày 13 tháng 5 năm 2018 
| Câu lạc bộ     | Mùa giải       | Giải quốc nội          | Giải quốc nội | Giải quốc nội | Cúp quốc gia | Cúp quốc gia | Châu Âu | Châu Âu | Tổng cộng | Tổng cộng |
| Câu lạc bộ     | Mùa giải       | Hạng đấu               | Trận          | Bàn           | Trận         | Bàn          | Trận    | Bàn     | Trận      | Bàn       |
| -------------- | -------------- | ---------------------- | ------------- | ------------- | ------------ | ------------ | ------- | ------- | --------- | --------- |
| Espanyol       | 2010–11        | La Liga                | 1             | 0             | 0            | 0            | –       | –       | 1         | 0         |
| Espanyol       | 2011–12        | La Liga                | 0             | 0             | 1            | 0            | –       | –       | 1         | 0         |
| Espanyol       | 2012–13        | La Liga                | 18            | 0             | 1            | 0            | –       | –       | 19        | 0         |
| Espanyol       | 2013–14        | La Liga                | 7             | 0             | 2            | 1            | –       | –       | 9         | 1         |
| Espanyol       | 2014–15        | La Liga                | 18            | 0             | 8            | 0            | –       | –       | 26        | 0         |
| Espanyol       | 2015–16        | La Liga                | 27            | 1             | 2            | 0            | –       | –       | 29        | 1         |
| Espanyol       | 2016–17        | La Liga                | 4             | 0             | 1            | 0            | –       | –       | 5         | 0         |
| Espanyol       | Tổng cộng      | Tổng cộng              | 75            | 1             | 15           | 1            | 0       | 0       | 90        | 2         |
| Espanyol B     | 2012–13        | Segunda División B     | 1             | 0             | –            | –            | –       | –       | 1         | 0         |
| Arsenal Tula   | 2017–18        | Russian Premier League | 21            | 0             | 0            | 0            | –       | –       | 21        | 0         |
| Tổng sự nghiệp | Tổng sự nghiệp | Tổng sự nghiệp         | 97            | 1             | 15           | 1            | 0       | 0       | 112       | 2         |